# Andrzej Szmyt (historyk)
Andrzej Tadeusz Szmyt – polski historyk, dr hab. nauk humanistycznych, profesor nadzwyczajny Instytutu Historii i Stosunków Międzynarodowych i dziekan Wydziału Humanistycznego Uniwersytetu Warmińsko-Mazurskiego w Olsztynie.

## Życiorys
W 2010 r. habilitował się na podstawie pracy zatytułowanej Gimnazjum i Liceum Wołyńskie w Krzemieńcu w systemie oświaty Wileńskiego Okręgu Naukowego w latach 1805-1833. Uzyskał stanowisko profesora nadzwyczajnego w Instytucie Historii i Stosunków Międzynarodowych UWM, pełnił też funkcję dziekana  Wydziału Humanistycznego tejże uczelni.